# اسکات ایستوود
اسکات ایستوود (انگلیسی: Scott Eastwood، زادهٔ ۲۱ مارس ۱۹۸۶) یک هنرپیشه مرد اهل آمریکا است. وی از سال ۲۰۰۶ میلادی تاکنون مشغول فعالیت بوده‌است.
اسکات پسر هنرپیشه و کارگردان معروف آمریکایی کلینت ایستوود می‌باشد. ایستوود در فیلم اوردرایو همراه با آنا د آرماس ایفای نقش کرد.

## فیلم‌شناسی
- پرچم‌های پدران ما (۲۰۰۶)
- غرور (۲۰۰۷)
- گرن تورینو (۲۰۰۸)
- شکست‌ناپذیر (۲۰۰۹)
- ورود به ناکجا آباد (٢٠١١)
- جاعل (٢٠١١)
- مشکلی با منحنی (۲۰۱۲)
- تعقیب تک‌موج‌ها (۲۰۱۲)
- خشم (۲۰۱۴)
- طولانی‌ترین سواری (۲۰۱۵)
- اسنودن (۲۰۱۶)
- جوخه انتحار (۲۰۱۶)
- اوردرایو (۲۰۱۶)
- سرنوشت خشمگین (۲۰۱۷)
- حاشیه اقیانوس آرام ۲ (۲۰۱۸)
- پاسگاه (۲۰۲۰)
- خشم مردانه (۲٠۲۱)
- خطرناک (۲۰۲۱)
- می‌خواهم برگردی (۲۰۲۲)
- فست اکس (۲۰۲۳)
- ۱۹۹۲ (۲۰۲۴)
- آلاروم (۲۰۲۵)
- پشیمان شدن از شما (۲۰۲۵)
- سرباز حلبی (۲۰۲۵)
- رودخانه ویند ۲ (۲۰۲۵)

## موزیک ویدئو
- مهیج‌ترین رؤیاها (۲۰۱۵)